# Zyprischer Fußballpokal 1986/87
Der Zyprische Fußballpokal 1986/87 war die 45. Austragung des zyprischen Pokalwettbewerbs. Er wurde vom zyprischen Fußballverband ausgetragen. Das Finale fand am 20. Juni 1987 im Tsirion-Stadion von Limassol statt.
Pokalsieger wurde AEL Limassol. Das Team setzte sich im Finale gegen Titelverteidiger Apollon Limassol durch. AEL qualifizierte sich durch den Sieg für den Europapokal der Pokalsieger 1987/88.

## Modus
Die Begegnungen der 1. und 2. Vorrunde wurden in einem Spiel ausgetragen. Bei unentschiedenem Ausgang wurde das Spiel um zweimal 15 Minuten verlängert. Stand danach kein Sieger fest, folgte ein Wiederholungsspiel auf des Gegners Platz. Endete auch dies unentschieden, gab es eine Verlängerung und gegebenenfalls ein Elfmeterschießen.
Von der 1. Runde bis zum Halbfinale wurden alle Begegnungen in Hin- und Rückspiel ausgetragen. Bei Torgleichheit entschied zunächst die Anzahl der auswärts erzielten Tore, danach eine Verlängerung und schließlich das Elfmeterschießen.

## Teilnehmer
| First Division (16) | Second Division (15) | Third Division (14) | Fourth Division (12) |
| --- | --- | --- | --- |
| - AEL Limassol - Alki Larnaka - Anorthosis Famagusta - APOEL Nikosia - Apollon Limassol - Aris Limassol - Enosis Neon Paralimni - EPA Larnaka - APOP Paphos - Ermis Aradippou - Ethnikos Achnas - Nea Salamis Famagusta - Olympiakos Nikosia - Omonia Aradippou - Omonia Nikosia - Pezoporikos Larnaka | - Adonis Idaliou - Akritas Chlorakas - Anagennisi Deryneia - APEP Pitsilia - Apollon Lympion - Evagoras Paphos - Digenis Akritas Ypsona - Doxa Katokopia - Enosis Neon THOI Lakatamia - Keravnos Strovolou - Onisilos Sotira - Orfeas Nikosia - Orfeas Athienou - Othellos Athienou - PAEEK Kyrenia | - AEK Katholiki - AEK Kythreas - AEM Morphou - APEY Ypsona - ASO Ormideia - Chalkanoras Idaliou - Digenis Akritas Morphou - Dynamo Pervolion - Elpida Xylofagou - Ethnikos Assia - Ethnikos Defteras - Kentro Neotitas Maroniton - Neos Aionas Trikomou - OXEN Peristeronas | - AOL Omonia Lakatamias - AEZ Zakakiou - ATE PEK Parekklisias - Iraklis Gerolakkou - Anagennisi Prosfigon Limassol - Anagennisi Lythrodonta - Anagennisi Mouttalou - Kimonas Xylotympou - Libanos Kormakitis - Olympos Xylofagou - Rotsidis Mammari - Zenoras Larnaka |

## 1. Vorrunde
In dieser Runde traten alle 14 Teams der Third Division und 12 Teams der Fourth Division an.
|                           | Ergebnis |                               |
| ------------------------- | -------- | ----------------------------- |
| AEK Katholiki             | 3:0      | ASO Ormideia                  |
| AOL Omonia Lakatamias     | 3:1      | Elpida Xylofagou              |
| Digenis Akritas Morphou   | 2:1      | AEZ Zakakiou                  |
| Iraklis Gerolakkou        | 0:1      | Chalkanoras Idaliou           |
| Kentro Neotitas Maroniton | 1:0      | Anagennisi Prosfigon Limassol |
| Libanos Kormakitis        | 0:1      | Ethnikos Defteras             |
| Olympos Xylofagou         | 0:2      | APEY Ypsona                   |
| Rotsidis Mammari          | 1:0      | Neos Aionas Trikomou          |
| Zenoras Larnaka           | 1:0      | OXEN Peristeronas             |
| AEK Kythreas              | Freilos  |                               |
| AEM Morphou               | Freilos  |                               |
| Anagennisi Lythrodonta    | Freilos  |                               |
| Anagennisi Mouttalou      | Freilos  |                               |
| ATE PEK Parekklisias      | Freilos  |                               |
| Dynamo Pervolion          | Freilos  |                               |
| Ethnikos Assia            | Freilos  |                               |
| Kimonas Xylotympou        | Freilos  |                               |

## 2. Vorrunde
In dieser Runde stiegen alle 15 Teams der Second Division ein.
|                            | Ergebnis  |                           |
| -------------------------- | --------- | ------------------------- |
| Adonis Idaliou             | 2:2 n. V. | Kentro Neotitas Maroniton |
| AEK Katholiki              | 2:1       | Digenis Akritas Ypsona    |
| AEK Kythreas               | 1:2       | Evagoras Paphos           |
| Anagennisi Mouttalou       | 0:1       | AOL Omonia Lakatamias     |
| APEP Pitsilia              | 3:0       | AEM Morphou               |
| Apollon Lympion            | 5:2       | APEY Ypsona               |
| ATE PEK Parekklisias       | 2:6       | Ethnikos Defteras         |
| Doxa Katokopia             | 1:1 n. V. | Anagennisi Deryneia       |
| Enosis Neon THOI Lakatamia | 3:1 n. V. | Orfeas Nikosia            |
| Ethnikos Assia             | 1:0       | Orfeas Athienou           |
| Zenoras Larnaka            | 0:0 n. V. | Dynamo Pervolion          |
| Keravnos Strovolou         | 1:0       | Digenis Akritas Morphou   |
| Kimonas Xylotympou         | 0:1       | Chalkanoras Idaliou       |
| Onisilos Sotira            | 2:0       | PAEEK Kyrenia             |
| Othellos Athienou          | 1:3 n. V. | Akritas Chlorakas         |
| Rotsidis Mammari           | 2:0       | Doxa Katokopia            |

### Wiederholungsspiele
|                           | Ergebnis              |                 |
| ------------------------- | --------------------- | --------------- |
| Kentro Neotitas Maroniton | 0:1                   | Adonis Idaliou  |
| Dynamo Pervolion          | 3:2                   | Zenoras Larnaka |
| Anagennisi Deryneia       | 1:1 n. V. (5:4 i. E.) | Zenoras Larnaka |

## 1. Runde
Alle 14 Vereine der First Division stiegen in dieser Runde ein.
|                       | Gesamt          |                            | Hinspiel | Rückspiel |
| --------------------- | --------------- | -------------------------- | -------- | --------- |
| Adonis Idaliou        | 01:11           | Apollon Limassol           | 0:4      | 1:7       |
| AEK Katholiki         | 02:11           | Olympiakos Nikosia         | 0:5      | 2:6       |
| AEL Limassol          | 5:1             | Evagoras Paphos            | 3:0      | 2:1       |
| Akritas Chlorakas     | (a)1:1(a)       | Ethnikos Assia             | 0:0      | 1:1       |
| AOL Omonia Lakatamias | 02:17           | Omonia Nikosia             | 1:7      | 01:10     |
| APEP Pitsilia         | 2:0             | Dynamo Pervolion           | 1:0      | 1:0       |
| APOEL Nikosia         | 1:0             | Anorthosis Famagusta       | 0:0      | 1:0       |
| APOP Paphos           | 8:0             | Ethnikos Defteras          | 6:0      | 2:0       |
| Aris Limassol         | 10:00           | Anagennisi Deryneia        | 4:0      | 6:0       |
| Enosis Neon Paralimni | 2:1             | Alki Larnaka               | 1:0      | 1:1       |
| EPA Larnaka           | 0:0 (2:3 i. E.) | Pezoporikos Larnaka        | 0:0      | 0:0 n. V. |
| Ermis Aradippou       | 9:4             | Apollon Lympion            | 5:1      | 4:3       |
| Ethnikos Achnas       | 8:5             | Chalkanoras Idaliou        | 5:1      | 3:4       |
| Keravnos Strovolou    | 0:4             | Enosis Neon THOI Lakatamia | 0:2      | 0:2       |
| Nea Salamis Famagusta | 2:0             | Rotsidis Mammari           | 1:0      | 1:0       |
| Omonia Aradippou      | 1:3             | Onisilos Sotira            | 1:1      | 0:2       |

## 2. Runde
|                       | Gesamt    |                            | Hinspiel | Rückspiel |
| --------------------- | --------- | -------------------------- | -------- | --------- |
| AEL Limassol          | 6:2       | Ethnikos Achnas            | 3:0      | 3:2       |
| Akritas Chlorakas     | 3:6       | Onisilos Sotira            | 3:1      | 0:5       |
| APOEL Nikosia         | 2:0       | Omonia Nikosia             | 1:0      | 1:0       |
| APOP Paphos           | 1:5       | Apollon Limassol           | 0:2      | 1:3       |
| Enosis Neon Paralimni | 2:0       | Ermis Aradippou            | 0:0      | 2:0       |
| Nea Salamis Famagusta | 3:1       | Enosis Neon THOI Lakatamia | 3:0      | 0:1       |
| Olympiakos Nikosia    | (a)2:2(a) | Aris Limassol              | 0:0      | 2:2       |
| Pezoporikos Larnaka   | 3:0       | APEP Pitsilia              | 2:0      | 1:0       |

## Viertelfinale
|                       | Gesamt    |                       | Hinspiel | Rückspiel |
| --------------------- | --------- | --------------------- | -------- | --------- |
| Apollon Limassol      | (a)5:5(a) | APOEL Nikosia         | 1:2      | 4:3       |
| Nea Salamis Famagusta | 3:1       | Onisilos Sotira       | 3:1      | 0:0       |
| Olympiakos Nikosia    | (a)4:4(a) | Enosis Neon Paralimni | 2:1      | 2:3       |
| Pezoporikos Larnaka   | 0:1       | AEL Limassol          | 0:0      | 0:1       |

## Halbfinale
|                  | Gesamt |                       | Hinspiel | Rückspiel |
| ---------------- | ------ | --------------------- | -------- | --------- |
| AEL Limassol     | 4:2    | Nea Salamis Famagusta | 3:1      | 1:1       |
| Apollon Limassol | 6:3    | Olympiakos Nikosia    | 5:2      | 1:1       |

## Finale
| Paarung  | AEL Limassol – Apollon Limassol |
| Ergebnis | 1:0                             |
| Datum    | 20. Juni 1987                   |
| Stadion  | Tsirion-Stadion, Limassol       |
| Tore     | ?                               |